# Сомервиль, Уильям
Уильям Сомервиль (англ. William Somervile или Somerville; 2 сентября 1675 — 19 июня 1742) — английский поэт.

## Биография
Сомервиль, старший сын английского помещика, родился в Эдстоне, Уорикшир в 1675 году. Учился в Винчестерском колледже, а также Новом колледже Оксфорда. После смерти отца в 1705 году поселился в поместье, где увлёкся охотой. 

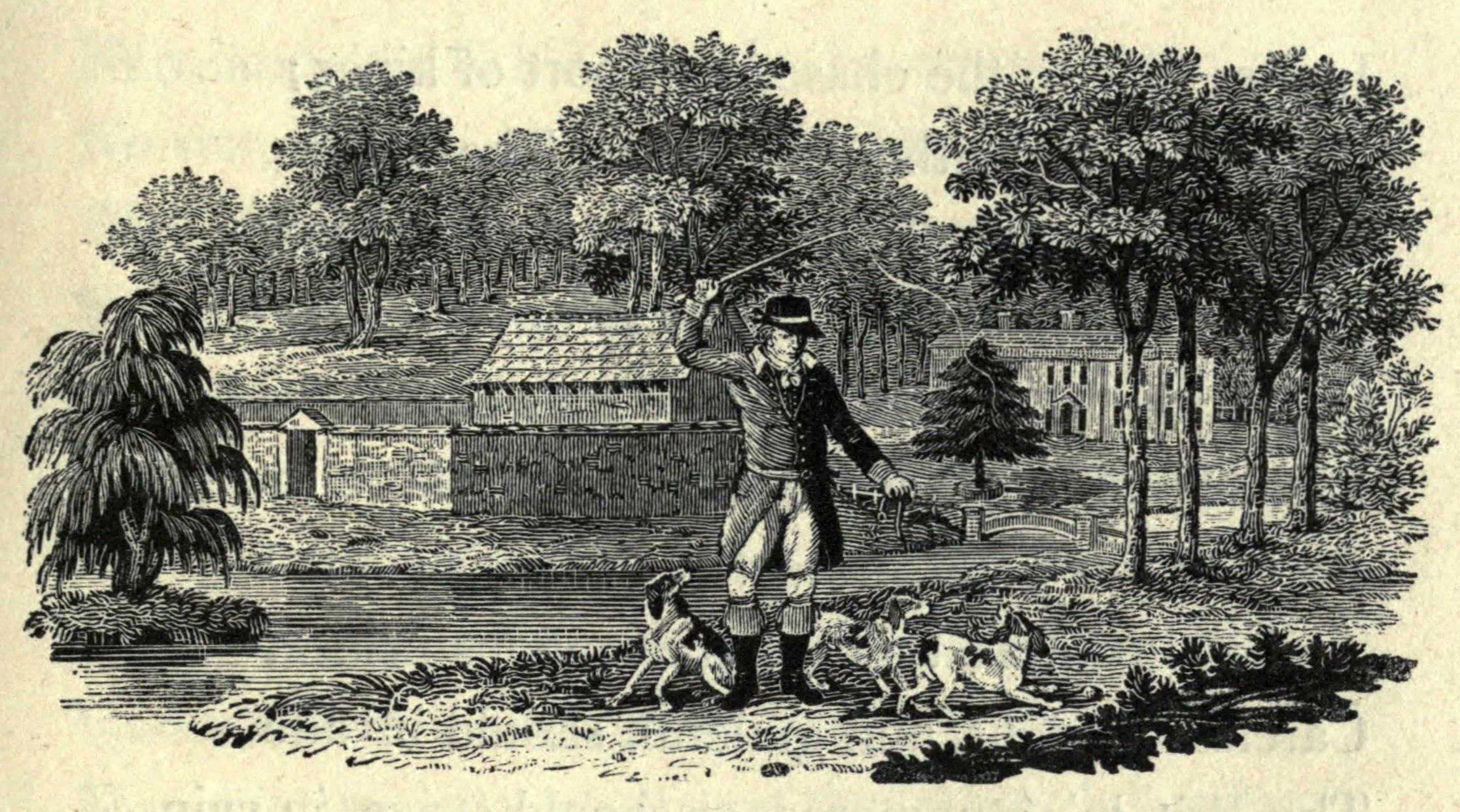
Иллюстрация Бьюика к «Погоне» Сомервиля.

Этому занятию посвящены самые известные его стихотворения. Им опубликованы: сказка «Две весны» (The Two Springs, 1725); «Стихи по случаю» (Occasional Poems, 1727); «Погоня» (The Chace, 1735); «Скоморох, или сельские игры» (Hobbinol, or the Rural Games, 1740) — шуточное стихотворение, описывающее Котсволдские игры (англ. Cotswold Games); и «Полевая охота» (Field Sports, 1742), поэма о соколиной охоте.
Его «Погоня» переиздавалась несколько раз. Наиболее примечательно издание 1796 года с гравюрами Томаса Бьюика и напечатанное другом Бьюика Уильямом Балмером. Поэму иллюстрировали также Томас Стотхерд (1800) и Хью Томсон (1896).